# Acantis
Acantis, na mitologia grega, filha de Antínoo e Hipodâmia e irmã de Acanto. Inconsolável pela morte do irmão, devorado pelos cavalos de seu pai foi transformada pelos deuses na ave de mesmo nome, que é, ao que se presume, o pintassilgo.